# 山梨県道34号白井甲州線
山梨県道34号白井甲州線（やまなしけんどう34ごう しらいこうしゅうせん）は、山梨県甲府市から笛吹市を経て、甲州市に至る主要地方道（山梨県道）である。

## 概要
甲府盆地の南東端を走る路線であり、周辺には果樹園が広がっている。
かつては県道8号塩山市川大門線の一部だった。
1994年（平成6年）4月1日の認定当初は県道34号中道塩山線であったが、2006年（平成18年）3月1日、東八代郡中道町が甲府市と合併し、2005年（平成17年）11月1日、塩山市が合併により甲州市となったことから、路線名が現在の白井甲州線に変更された。

### 路線データ
- 起点：山梨県甲府市白井町（白井河原橋南詰交差点、国道140号交点）
- 終点：山梨県甲州市勝沼町等々力（等々力交差点、国道411号交点）
- 延長：約15.5 km

## 歴史
- 1993年（平成5年）5月11日 - 建設省（現・国土交通省）から、主要県道塩山市川大門線の一部が中道塩山線として主要地方道に指定される[1]。
- 1994年（平成6年）4月1日 - 山梨県が上記の主要地方道第6次指定に基づき山梨県道8号塩山市川大門線を廃止し、本路線を認定。

## 路線状況

### 橋梁
- 大坪橋（境川、甲府市白井町）
- 浅川橋（浅川、八代町米倉）
- 市之蔵橋（金川、御坂町下黒駒）
- 新祝橋（日川、勝沼町上岩崎）

## 地理

### 通過する自治体
- 甲府市
- 笛吹市
- 甲州市

### 交差する道路
- 国道140号（甲府市白井町・白井河原橋南詰交差点、起点）
- 山梨県道313号藤垈石和線（笛吹市境川町・石橋北交差点）
- 山梨県道22号甲府笛吹線・山梨県道313号藤垈石和線（笛吹市八代町・八代南交差点）
- 山梨県道36号笛吹市川三郷線（笛吹市八代町・森の上交差点）
- 山梨県道305号竹居御坂線・山梨県道311号栗合成田線（笛吹市御坂町・栗合交差点）
- 国道137号（笛吹市御坂町・下黒駒交差点）
- 山梨県道304号上黒駒石和線（笛吹市御坂町）
- 国道137号 御坂みち（笛吹市御坂町・下黒駒北交差点）
- 山梨県道303号市之蔵山梨線（笛吹市一宮町・市之蔵交差点）
- 国道20号（甲州市勝沼町・上岩崎・原交差点）
- 山梨県道306号田中勝沼線（甲州市勝沼町・上岩崎交差点）
- 山梨県道214号休息勝沼線（甲州市勝沼町・上町交差点）
- 国道411号（甲州市勝沼町・等々力交差点、終点）

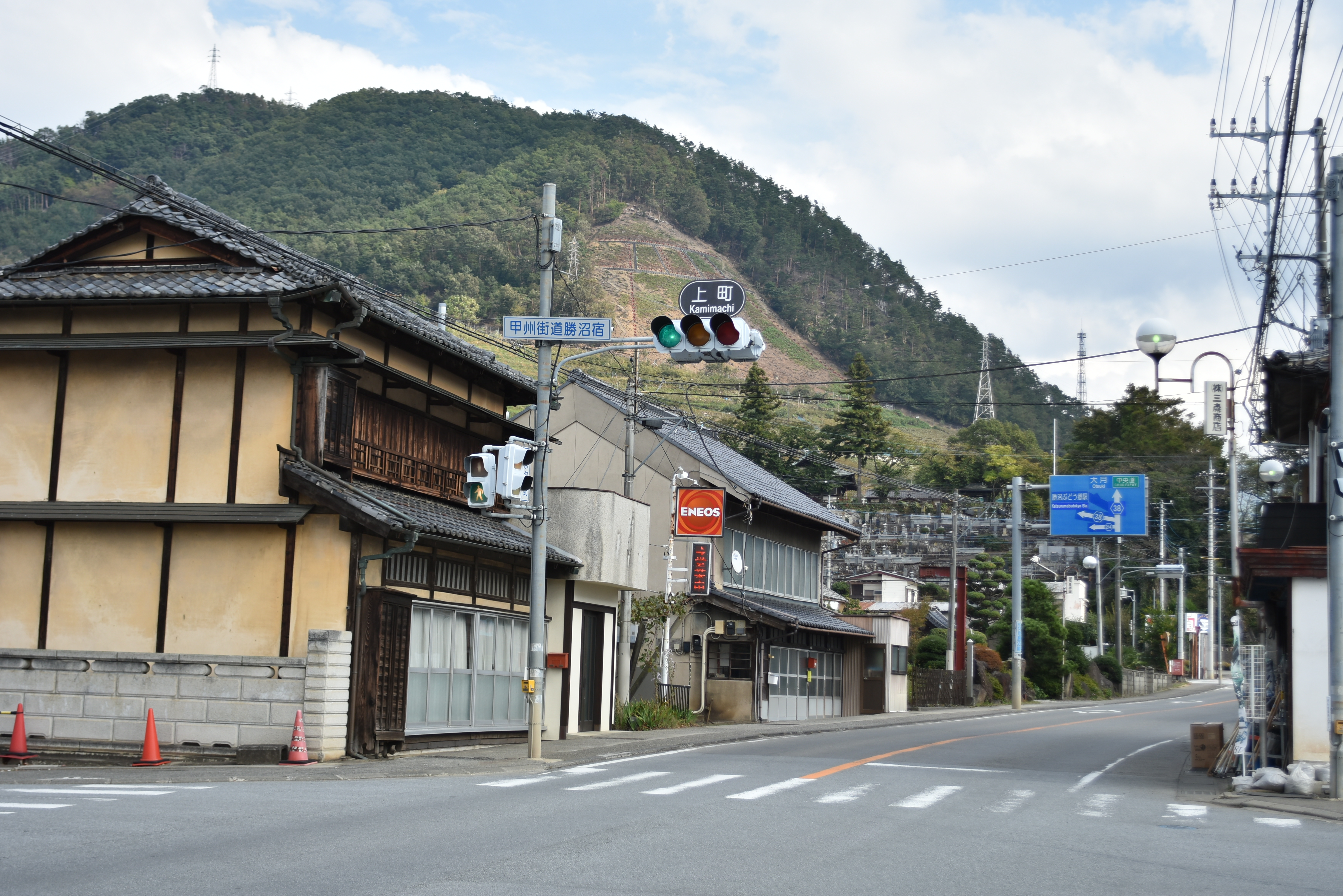
上町交差点（2018年10月10日撮影）
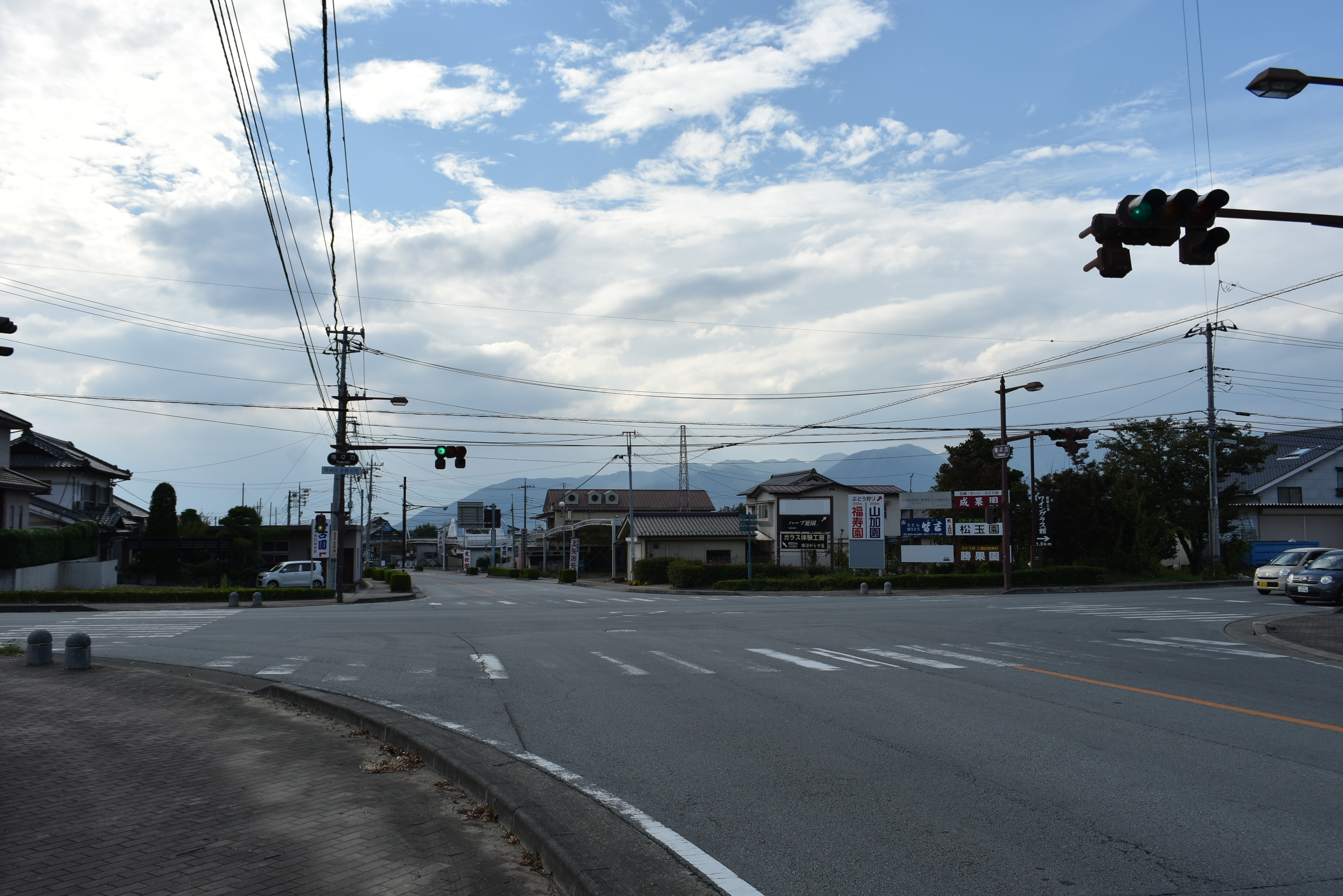
等々力交差点（2018年10月10日撮影）

### 沿線にある施設など
- 共立診療所
- 笛吹市立浅川中学校
- 笛吹市立八代小学校
- 笛吹市役所 八代支所
- 笛吹市立御坂中学校
- みさか桃源郷公園
- 笛吹市立一宮南小学校
- ももの里温泉
- 甲州市立勝沼小学校
- 甲州市立勝沼中学校
- 甲州市勝沼地域総合局